# Midlands

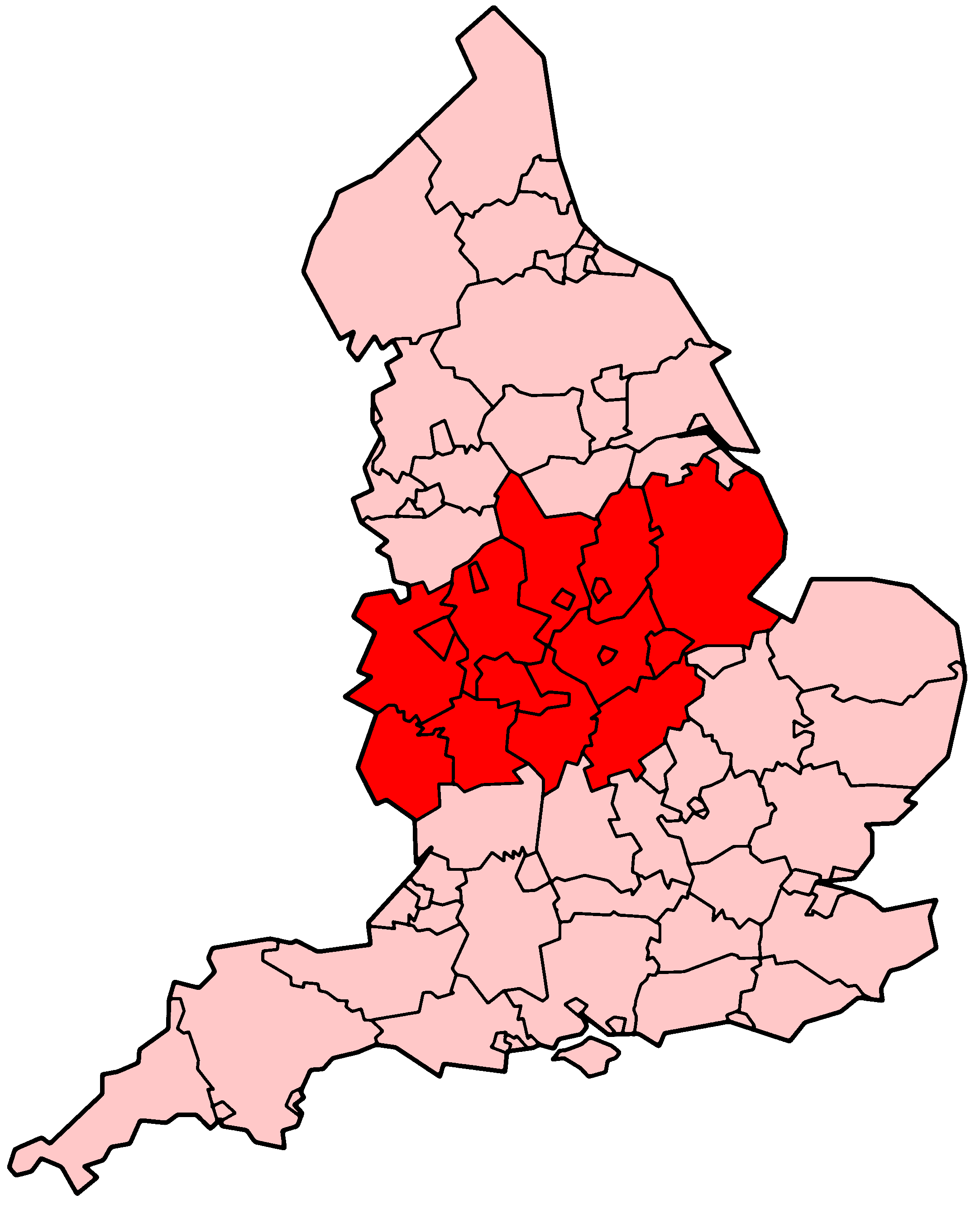
Le Midlands inglesi

Le Midlands (etimologicamente "terre di mezzo") sono una regione geografica e culturale dell'Inghilterra, che per lo più corrisponde al territorio di quello che, nell'Alto Medioevo, fu il regno di Mercia. La zona si trova fra l'Inghilterra del sud, l'Inghilterra del nord, l'Anglia Orientale e il Galles e generalmente è considerata includere le contee di Derbyshire, di Herefordshire, di Leicestershire, di Lincolnshire, di Northamptonshire, di Nottinghamshire, di Rutland, di Shropshire, di Staffordshire, di Warwickshire, delle Midlands occidentali e di Worcestershire.
Le Midlands sono spesso divise nelle Midlands Occidentali e nelle Midlands Orientali. Queste sono due regioni amministrative dell'Inghilterra, ma non coprono interamente la tradizionale regione delle Midlands. Escludono infatti il Lincolnshire settentrionale, ora parte dello Yorkshire e Humber, e l'autorità unitaria di Peterborough, che faceva parte una volta del Northamptonshire, ma che ora è incluso, insieme al Cambridgeshire, nella regione dell'Inghilterra orientale.
La sua più grande conurbazione, che include le città di Birmingham, Wolverhampton, e Coventry, è approssimativamente coperta dalla contea metropolitana delle Midlands occidentali, sensibilmente più piccola dell'omonima regione. Anche le Midlands orientali sono densamente popolate, specialmente il triangolo formato dalle città di Leicester, Nottingham e Derby.
A volte, anche il Gloucestershire e l'Oxfordshire sono considerati come parte delle Midlands. Il Cheshire non è solitamente considerato parte delle Midlands, ma piuttosto una parte dell'Inghilterra settentrionale. Le Midlands meridionali sono una zona considerata dal governo per lo sviluppo, comprendendo Northamptonshire e Bedfordshire, con il Buckinghamshire settentrionale. Buckinghamshire e Bedfordshire non sono però solitamente considerati parte delle Midlands, e sono comprese nelle regioni amministrative del Sud Est e dell'Est dell'Inghilterra.

## Città importanti
- Birmingham, Boston, Burton upon Trent
- Chesterfield, Corby, Coventry
- Derby, Dudley
- Gainsborough, Gloucester, Grantham
- Hereford
- Kettering, Kidderminster
- Leamington Spa, Leicester, Lichfield, Lincoln, Loughborough
- Mansfield
- Newark, Newcastle-under-Lyme, Northampton, Nottingham, Nuneaton
- Oxford
- Peterborough
- Redditch, Rugby
- Shrewsbury, Stafford, Stoke, Stratford on Avon
- Tamworth, Telford
- Walsall, Warwick, Wolverhampton, Worcester